# Множество Смита — Вольтерры — Кантора

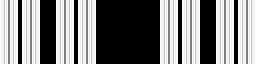
После того, как чёрные промежутки будут удалены, белые точки образуют нигде не плотное множество меры 1/2.

Множество Смита — Вольтерры — Кантора (СВК, толстое множество Кантора, {\displaystyle \varepsilon }-множество Кантора) — пример множества точек на вещественной оси {\displaystyle \mathbb {R} }, которое нигде не плотно (в частности, оно не содержит какого-либо интервала), но, однако, имеет положительную меру. Топологически эквивалентно классическому канторову множеству. Названо по именам математиков Генри Смита, Вито Вольтерры и Георга Кантора.

## Построение
Аналогично построению канторова множества, множество Смита — Вольтерры — Кантора строится путём удаления определённых интервалов из единичного отрезка {\displaystyle [0,1]}.
Процесс начинается с удаления средней части длины {\displaystyle {\tfrac {1}{4}}} из интервала {\displaystyle [0,1]} (что эквивалентно удалению {\displaystyle {\tfrac {1}{8}}} отрезка с обеих сторон от средней точки {\displaystyle {\tfrac {1}{2}}}), так что оставшееся множество равно:
{\displaystyle \left[0,{\frac {3}{8}}\right]\cup \left[{\frac {5}{8}},1\right]}.
Следующие шаги состоят из удаления подынтервалов длины {\displaystyle ({\tfrac {1}{4}})^{n}} из середины каждого из оставшихся {\displaystyle 2^{n-1}} интервалов. Так что на втором шаге удаляются интервалы {\displaystyle ({\tfrac {5}{32}},{\tfrac {7}{32}})} и {\displaystyle ({\tfrac {25}{32}},{\tfrac {27}{32}})}, оставляя:
{\displaystyle \left[0,{\frac {5}{32}}\right]\cup \left[{\frac {7}{32}},{\frac {3}{8}}\right]\cup \left[{\frac {5}{8}},{\frac {25}{32}}\right]\cup \left[{\frac {27}{32}},1\right]}.
Процесс удалений продолжается бесконечно, множество Смита — Вольтерры — Кантора составляется из оставшихся точек.

Первые пять итераций процесса построения множества Смита — Вольтерры — Кантора

Каждая последующая итерация в построении множества удаляет пропорционально меньше из оставшихся интервалов. Этот процесс отличается от построения канторова множества, где пропорция удаляемой части на каждом интервале остаётся постоянной. В результате множество Смита — Вольтерры — Кантора имеет положительную меру, в то время как канторово множество имеет меру нуль.

## Свойства
По построению, множество Смита — Вольтерры — Кантора не содержит интервалов, а потому имеет пустую внутренность. Множество является также пересечением последовательности замкнутых множеств, что означает, что множество замкнуто.
В течение процесса построения множества из отрезка {\displaystyle [0,1]} удаляются интервалы с общей длиной:
{\displaystyle \sum _{n=0}^{\infty }{\frac {2^{n}}{2^{2n+2}}}={\frac {1}{4}}+{\frac {1}{8}}+{\frac {1}{16}}+\cdots ={\frac {1}{2}}},
что показывает, что оставшиеся точки имеют положительную меру {\displaystyle {\tfrac {1}{2}}}. Это делает множество Смита — Вольтерры — Кантора примером замкнутого множества, граница которого имеет положительную меру Лебега. Также множество является примером компактного множества, неизмеримого по Жордану. Характеристическая функция множества является примером ограниченной функции, не интегрируемой по Риману на отрезке {\displaystyle (0,1)}.
Множество Смита — Вольтерры — Кантора используется при построении функции Вольтерры.

## Другие толстые множества Кантора
В общем случае можно удалить {\displaystyle r_{b}} из каждого оставшегося подынтервала на {\displaystyle n}-ом шаге алгоритма, что приводит к множествам, подобным множествам Кантора. Полученное множество будет иметь положительную меру тогда и только тогда, когда сумма последовательности меньше меры исходного интервала. Если середина интервала длины {\displaystyle (a)^{n}} удаляется из {\displaystyle [0,1]} на каждой {\displaystyle n}-й итерации, где {\displaystyle a\in \mathbb {R} }, мера Лебега оставшейся части равна:
{\displaystyle \sum _{n=0}^{\infty }2^{n}a^{n+1}=a\sum _{n=0}^{\infty }(2a)^{n}=a{\dfrac {1}{1-2a}}}.
Таким образом, множество будет иметь положительную меру тогда и только тогда, когда:
{\displaystyle 1-{\dfrac {a}{1-2a}}>0\equiv a<{\dfrac {1}{3}}}.
Прямое произведение множеств Смита — Вольтерры — Кантора может быть использовано для поиска имеющих ненулевую меру вполне несвязных множеств в пространствах более высоких размерностей. Применяя теоремы Данжуа – Риса к двумерным множествам этого типа можно найти жорданову кривую, имеющую положительную площадь .